# Agaplesion Mitteldeutschland
Die Agaplesion Mitteldeutschland gemeinnützige GmbH ist ein regional tätiger Betreiber von Krankenhäusern, Altenpflege- und Rehabilitationseinrichtungen, Medizinischen Versorgungszentren sowie sozialen Einrichtungen. Bis Ende 2019 hieß die Gesellschaft edia.con gemeinnützige GmbH.

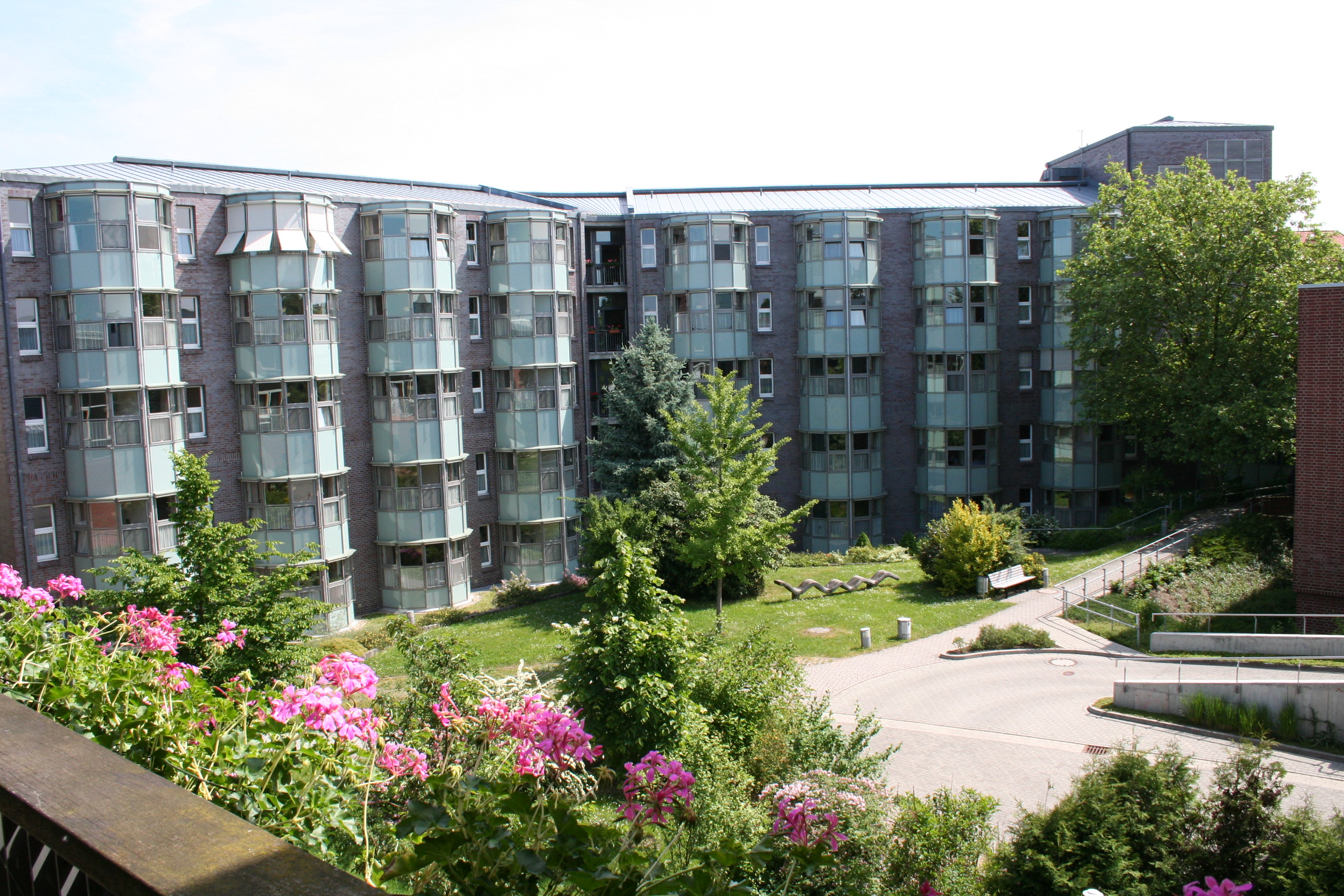
Diakonissenkrankenhaus in Dessau

## Geschichte
Die Geschichte des Unternehmens beginnt unmittelbar nach dem Mauerfall und der Wiedervereinigung Deutschlands.
Zu diesem Zeitpunkt gab es bereits Überlegungen, wie evangelische Krankenhausarbeit in den neuen Bundesländern, besonders in Sachsen und Sachsen-Anhalt, unter den neuen Gegebenheiten zukunftsfähig gestaltet werden könnte. In einem ersten Schritt kam es zu einer Kooperation mit der Diakoniefördergesellschaft Speyer/Dresden (DFG), die mit Rat und tat zur Seite stand und den Weg für die Zusammenarbeit zwischen dem Evangelisch-Lutherischen Diakonissenkrankenhaus Leipzig, den Evangelisch-methodistischen Bethanien-Krankenhäusern in Chemnitz, Leipzig und Plauen sowie dem Diakonissenkrankenhaus Dessau ebnete.
1998 erfolgte die Gründung der Diakoniekliniken Leipzig gemeinnützige GmbH, der Grundstein für das Miteinander des Ev.-Luth. Diakonissenhauses Leipzig und der Bethanien Krankenhaus Chemnitz gemeinnützigen GmbH. Mit dem Einbringen des Evangelisch-methodistischen Krankenhauses Bethanien Leipzig im Jahr 2000 wurden 70 % der Geschäftsanteile der Ev. Diakonissenkrankenhaus Leipzig gemeinnützigen GmbH an die neue Gesellschaft übertragen. Darauf folgte 2003 das Engagement in Dessau. Im Jahr 2006 wurde die Ev. Diakoniegesellschaft Mitteldeutschland gemeinnützige GmbH gegründet. Damit übernahm die Bethanien Krankenhaus Chemnitz gemeinnützige GmbH die Trägerschaft für das Fachkrankenhaus für Psychiatrie und Psychotherapie Bethanien Hochweitzschen.
Um Management- und Organisations-, Beratungs- bzw. Serviceleistungen im Verbund gemeinsam und effizient bewältigen zu können, wurde dann 2002 die MSG Management- und Servicegesellschaft für soziale Einrichtungen mbH ins Leben gerufen. Dieser Dienstleister übernimmt auch Aufgaben für Einrichtungen außerhalb der edia.con-Gruppe.
Mit der Übertragung der Geschäftsanteile der Tochtergesellschaften 2008 wurde die edia.con gGmbH dann Organträger aller mit ihr direkt und indirekt verbundenen Gesellschaften. Seit 1. Januar 2013 stehen, zum ersten Mal seit der Gründung der edia.con, mit Hubertus Jaeger und Pastor Frank Eibisch, ein Kaufmann und ein Theologe an der Spitze der edia.con Geschäftsführung. Seit November 2013 befindet sich der Firmensitz der edia.con in Leipzig, der geografischen Mitte des Holdinggebietes. 2014 wurde Herr Möllering, bisher nur für das Leipziger Krankenhaus zuständig, zum Regionalgeschäftsführer der Region Nord/Ost ernannt.
Die Agaplesion gAG besitzt 60 % der Anteile. Weitere Gesellschafter sind die Bethanien Diakonissen-Stiftung, Frankfurt/Main (24,9 %), das Diakoniewerk Martha-Maria e.V., Nürnberg (7,7 %), des Ev.-Luth. Diakonissenhaus Leipzig e.V. (7,3 %) und die Anhaltische Diakonissenanstalt Dessau (0,1 %).

## Arbeitsfelder
- Voll-, teil- und kurzstationäre Behandlung in Krankenhäusern und Fachkliniken
- Ambulante medizinische Versorgung
- Ambulante und stationäre Rehabilitationsmedizin
- Ambulante und stationäre Pflege
- Patientenbetreuung in Tageskliniken
- Betrieb von Senioren- und Altenpflegeheimen
- Hospizarbeit
- Serviceleistungen im Gesundheits- und Sozialbereich
- Management-, Betriebsführungs-, Sanierungs- und Beratungstätigkeit im Gesundheits- und Sozialsektor
- Ausbildung in medizinischen, kaufmännischen und handwerklichen Berufsfeldern.[5]

## Unternehmen und Einrichtungen
- Altenpflegeheim Bethanien Leipzig

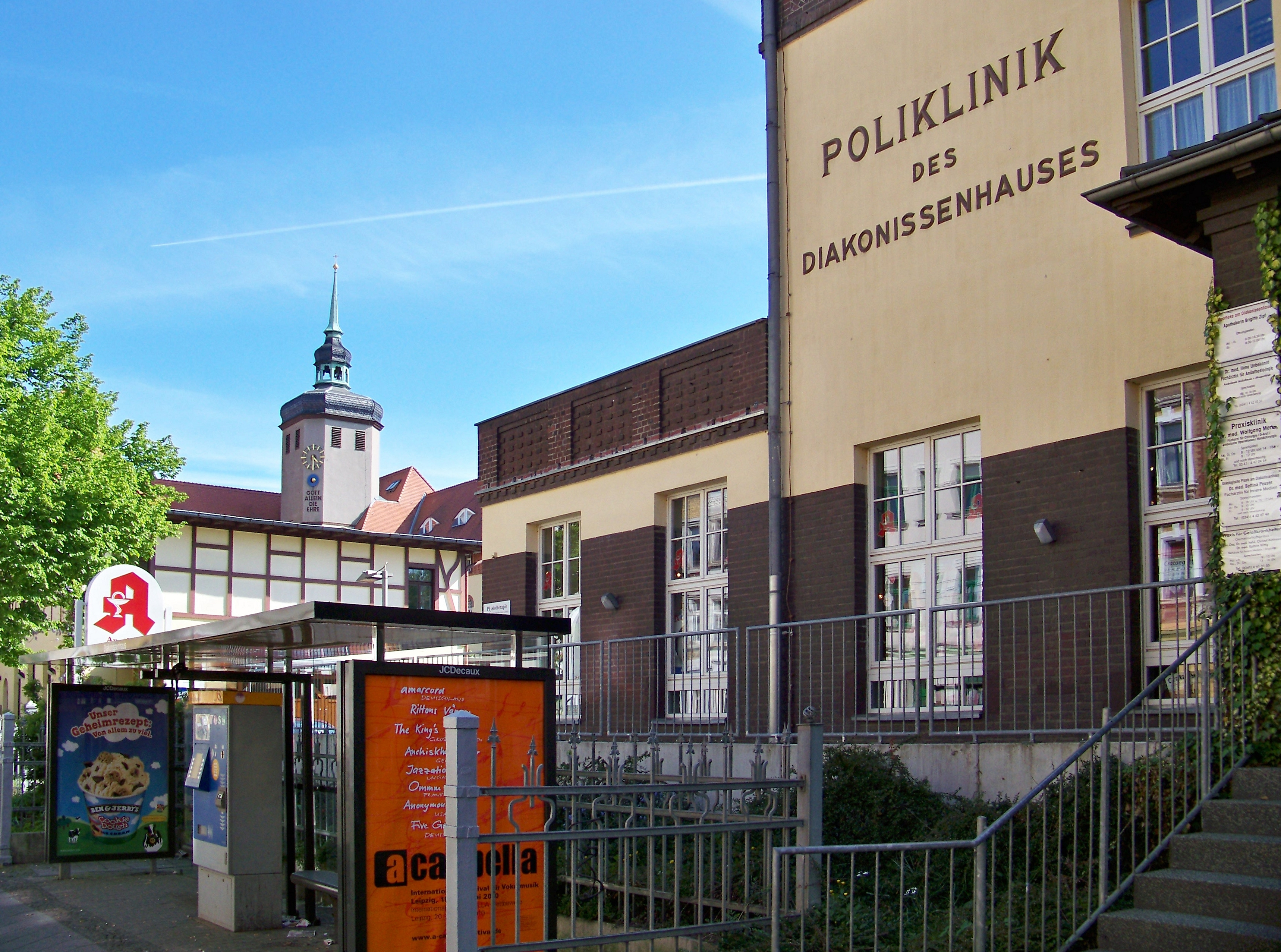
Diakonissenkrankenhaus Leipzig

- Altenpflegeheim am Diakonissenhaus Leipzig
- Altenpflegeheim PflegeWohnen Bethanien Chemnitz
- Diakonissenkrankenhaus Dessau
- Anhaltische Hospiz- und Palliativgesellschaft Dessau
- Ev. Diakonissenkrankenhaus Leipzig
- Zeisigwaldkliniken Bethanien Chemnitz

- Krankenhaus Bethanien Plauen

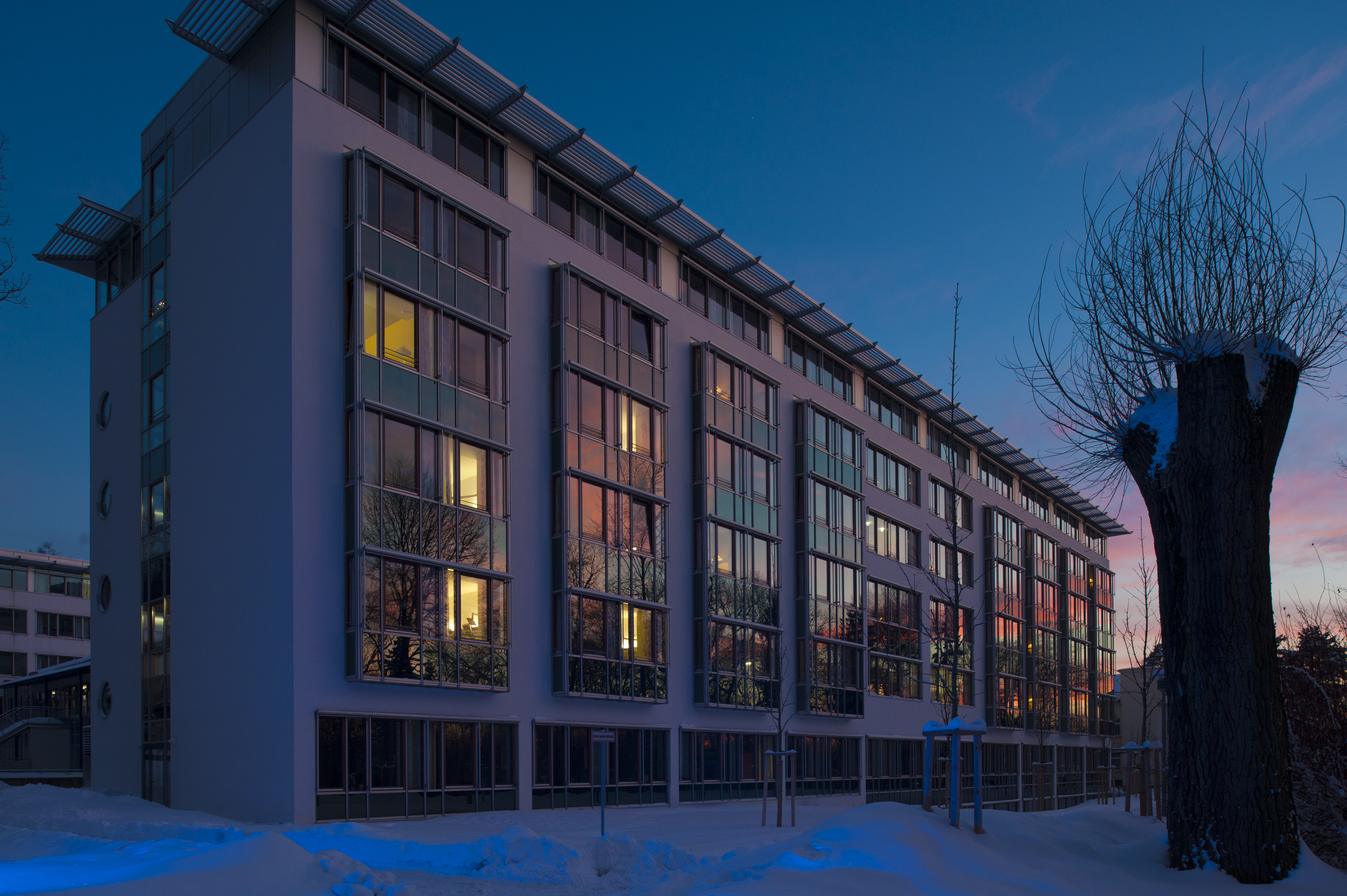
Zeisigwaldkliniken Bethanien Chemnitz

- Fachkrankenhaus für Psychiatrie und Psychotherapie Bethanien Hochweitzschen

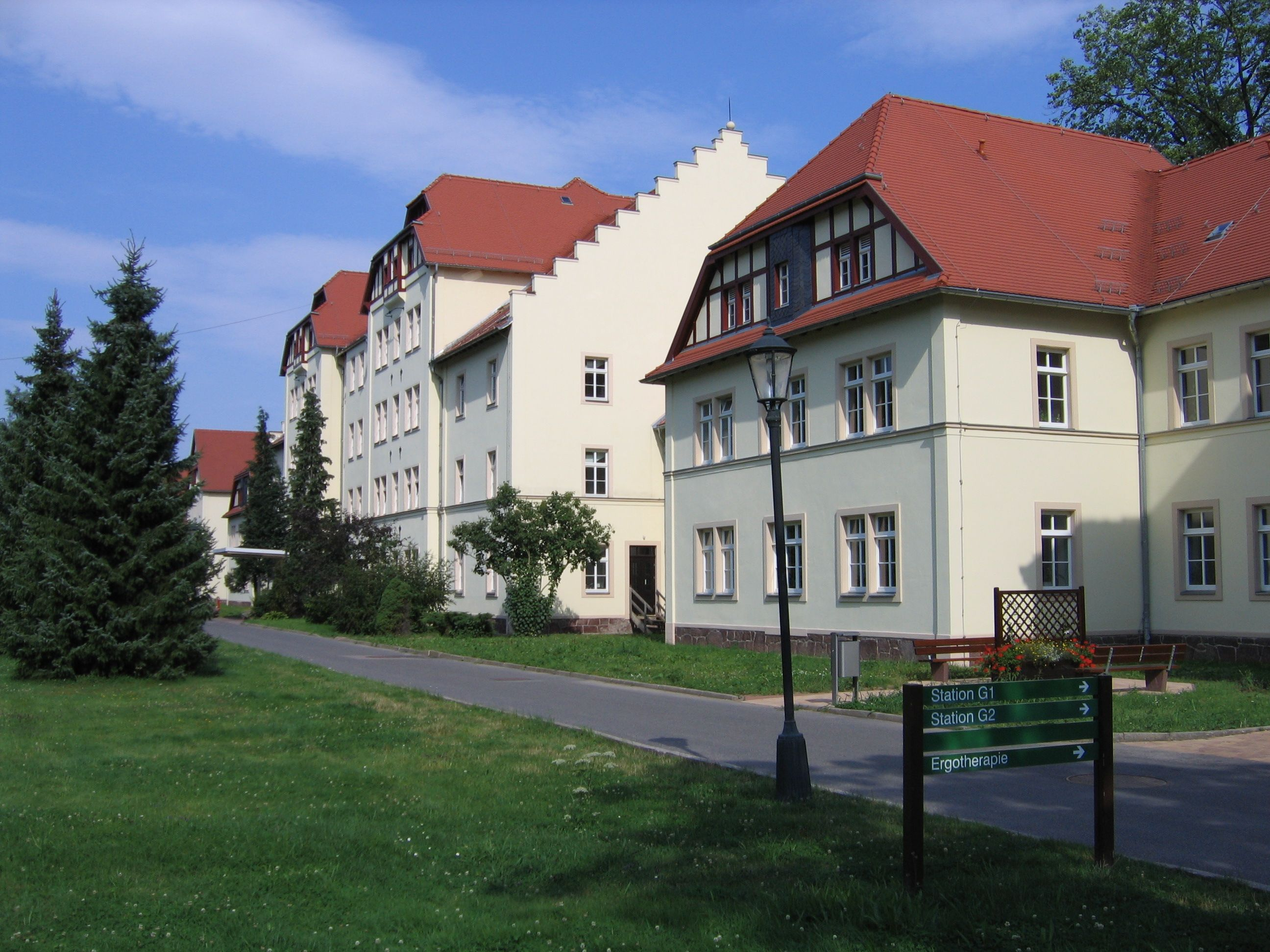
Fachkrankenhaus für Psychiatrie und Psychotherapie Bethanien Hochweitzschen

- Medizinische Versorgungszentren der edia.med
- MSG Management- und Servicegesellschaft für soziale Einrichtungen mbH.[6]

## Kennzahlen
Bei einer Kapazität von 900 Krankenhausbetten werden jährlich über 34.000 Patienten stationär und über 48.000 Patienten ambulant behandelt. In Zusammenarbeit mit anderen Einrichtungen werden 75 Kindergartenplätze angeboten. Im Bereich der Altenpflege verfügen die edia.con und ihre Partner über 246 Plätze. In Dessau gibt es das Anhalt-Hospiz mit acht Plätzen. Die vier Medizinischen Versorgungszentren sind, zusammen mit ihren Zweigstellen, an insgesamt sieben Standorten vertreten. Des Weiteren gehören zur edia.con-Holding drei Berufsfachschulen in Dessau, Leipzig und Chemnitz mit insgesamt 222 Ausbildungsplätzen, in denen Ausbildungen zu Gesundheits- und Krankenpflege, Krankenpflegehilfe sowie im Bereich Altenpflegehilfe angeboten werden.